# عزيزجون غانييف
عزيزجون غانييف (22 فبراير 1998 في أوزبكستان - ) هو لاعب كرة قدم أوزبكستاني يلعب كلاعب وسط يلعب حالياً في نادي البطائح الإماراتي ومنتخب آوزبكستان.
لعب سابقاً في نادي ناساف الأوزبكي ووقع مع نادي شباب الأهلي مطلع عام 2020 و انتقل إلى نادي البطائح في صيف 2024.

## روابط خارجية
عزيزجون غانييف على موقع ناشيونال فوتبول تيمز (الإنجليزية)
- عزيزجون غانييف على موقع Soccerway.com (الإنجليزية)
- عزيزجون غانييف على موقع عالم كرة القدم.نت (الإنجليزية)